# بيتر بلونت
بيتر بلونت (بالإنجليزية: Peter Blount)‏ هو منافس ألعاب قوى أمريكي، ولد في عقد 1960 في ملبورن في الولايات المتحدة.